# Sebastián González
Pour les articles homonymes, voir González.
Sebastián González (nom complet : Sebastián Ignacio González Valdés), né le 14 décembre 1978 à Viña del Mar, est un footballeur international chilien qui évoluait au poste d'avant-centre.

## Équipe nationale
- 14 sélections et 3 buts en équipe du Chili (2001-2004)
- Médaille de bronze aux Jeux olympiques de 2000 avec l'équipe Olympique du Chili